# Саша Огненовський
Саша Огненовський (англ. Saša Ognenovski, мак. Саша Огненовски; нар. 3 квітня 1979, Мельбурн) — австралійський футболіст македонського походження, що грав на позиції захисника. У складі національної збірної Австралії є віце-чемпіоном Азії. Футболіст року в Азії (2010).

## Клубна кар'єра
У дорослому футболі дебютував 1997 року виступами за команду «Престон Лайонз», в якій провів чотири сезони у Прем'єр-лізі штату Вікторія, другому за рівнем дивізіоні країни.
В 2000 році був проданий в «Мельбурн Найтс» з Національної футбольної ліги, вищого дивізіону Австралії, де відіграв наступні два роки. Після цього переїхав до Греції, де підписав контракт з командою «Панахаїкі», але не закріпився в основному складі, тому у 2003 році повернувся в «Престон Лайонз».
У 2005 році грав за інший клуб Прем'єр-ліги штату Вікторія «Фоукнер-Вітллсі Блюз», а 2006 року перейшов у клуб А-Ліги «Брісбен Роар».
У 2008 році перейшов у команду «Аделаїда Юнайтед». 22 листопада 2008 року він провів свій 50-й матч у А-Лізі. У тому ж матчі він забив свій перший гол за команду з Аделаїди у ворота «Сіднея», принісши перемогу своїй команді з рахунком 2:0. Через тиждень його удар головою після розіграшу стандартного положення допоміг вирвати нічию в матчі проти «Ньюкасл Юнайтед Джетс». У тому ж році він став другим у списку найкращих футболістів Македонії, поступившись тільки Горану Пандеву.
У січні 2009 року Огненовським зацікавилися кілька команд з Південної Кореї. Команда «Соннам Ільхва Чхонма» пропонувала 285 тисяч австралійських доларів за гравця, однак «Аделаїда Юнайтед» не бажала відпускати гравця за таку ціну і зажадала мінімум 570 тисяч доларів. У гонку за придбання гравця включилася і команда «Сеул», яка відправила до Австралії своїх представників. Втім, 13 січня 2009 року «Аделаїда Юнайтед» погодилася продати Сашу в «Соннам Ільхву Чхонму», але тільки по закінченні сезону 2008/09. Після завершення переговорів Огненовский сказав: «Власники цього клубу — найкращі люди, яких я коли-небудь зустрічав, і мені шкода залишати команду. Однак я повинен подбати про своє майбутнє і про свою сім'ю, тож я готовий прийняти пропозицію корейського клубу».
У 2010 році Огненовський був призначений капітаном команди і того ж року дійшов з нею до фіналу Ліги чемпіонів АФК, де в грі проти іранського клубу «Зоб Ахан» він забив перший гол у матчі, і корейський клуб виграв 3:1, а сам Огненовський отримав звання найціннішого гравця турніру та найкращого футболіста року в Азії. У наступному році став з командою володарем Кубка Південної Кореї 2011 року.
7 липня 2012 року перейшов у катарський клуб «Умм-Салаль». Дебютував за свій новий клуб 20 жовтня 2012 року у матчі чемпіонату Катару проти клубу «Аль-Харітіяту». В новій команді провів наступні півтора року.
4 лютого 2014 року Огненовський повернувся в А-Лігу, підписавши контракт з клубом «Сідней». Свій перехід Саша мотивував тим, що хоче знаходитися на очах у тренера національної збірної Анге Постекоглу. Дебютував за клуб 15 лютого 2014 року в матчі проти клубу «Перт Глорі», перший гол за клуб забив з передачі Алессандро Дель П'єро у матчі проти «Ньюкасл Юнайтед Джетс» 22 лютого 2014 року, а з жовтня став віце-капітаном команди.
3 червня 2015 року захисник покинув клуб, оскільки контракт з ним продовжений не був.

## Виступи за збірну
Огненовський міг бути заграним за збірну Македонії або Австралії. Він намагався пройти в основний склад Австралії під час відбору на Кубок Азії, але безуспішно. Саша висловив своє розчарування і погодився виступати за збірну Македонії. У 2009 році її головний тренер Сречко Катанець викликав Огненовського на матч проти Молдови, який повинен був пройти 11 лютого, проте гравець так і не отримав від ФІФА право на виступ за свою історичну батьківщину.
Через це Саша повернувся до варіанту з австралійською командою, втім головний тренер Пім Вербеек відмовлявся брати гравця і не включив його навіть у попередню заявку на чемпіонат світу 2010 року. Тільки новий тренер, Гольгер Осієк, все-таки викликав Сашу на матч проти Єгипту. Саме в ньому 17 листопада 2010 року Огненовський дебютував у складі національної збірної Австралії.
Наступного року у складі збірної був учасником Кубка Азії 2011 року у Катарі, де разом з командою здобув «срібло». Сам Огненовський зіграв у всіх матчах на турнірі, створивши пару центральних захисників з Лукасом Ніллом і в півфінальному матчі проти Узбекистану (6:0) забив свій єдиний гол за збірну.
Згодом грав за національну збірну до осені 2013 року, поки головним тренером залишався Осієк, але після його звільнення Огненовський перестав викликатись до збірної. Всього протягом кар'єри у національній команді, яка тривала 4 роки, провів у формі головної команди країни 22 матчі, забивши 1 гол.

## Титули і досягнення
- Переможець Ліги чемпіонів АФК (1):

«Соннам Ільхва Чхонма»: 2010
- Володар Кубка Південної Кореї (1):

«Соннам Ільхва Чхонма»: 2011
- Срібний призер Кубка Азії: 2011

### Індивідуальні
- Найцінніший гравець Ліги чемпіонів АФК: 2010
- Футболіст року в Азії: 2010
- У символічній збірній К-Ліги[en]: 2010